# Olof Collander
Olof Collander, sannolikt född 1682 Assmundsgården på Kinnekulle i Österplana socken, död 31 oktober 1760 i Hasslerör i Hassle socken, var en svensk  kyrkomålare från Västergötland.
Collander anses komma från den yngre Läcköskolan. Han har dekorerat många kyrkor i Västergötland varav flera dock har rivits. Flera av Collanders lärlingar blev duktiga målare, exempelvis Johan Lidholm, Johan Kinnerus och Johan Laurell. Familjen Collander bodde i  Finnabacken, Österplana socken. Han avled som änkling hos Lidholm i Hassle socken. 
Den 10 maj 1723 anhöll han hos Kållands häradsrätt om ett bevis- och bördsbrev med anledning av erhållandet av mästarbrev. Häri anges att hans far var rättaren vid Hjelmsäter säteri, Anders Bryngelsson och att modern var Anna Bengtsdotter

## Verk
- Forshems kyrka 1718
- Bällefors kyrka 1729. Takmålning. Bevarade.
- Västerplana kyrka 1729. Takmålningarna i norra flygeln. Bevarade.
- Ekeskogs kyrka 1729. Kyrktaket. Bevarade.
- Trästena kyrka 1732
- Götlunda kyrka, Skara stift 1732. Takmålning. Bevarade.
- Flakebergs kyrka 1734, äldre kyrka
- Främmestads kyrka äldre kyrka 1735
- Gudhems kyrka äldre kyrka 1735
- Utby kyrka, Skara stift äldre kyrka 1739. Takmålning.
- Leksbergs kyrka 1740-1741. Takmålning tillsammans med Johan Liedholm. Bevarade.
- Torsö kyrka möjligen Fågelö kapell 1742-1744
- Västra Tunhems kyrka 1747. Stoffering av altartavla. Bevarade.
- Svenneby kyrka äldre kyrka 1752. Målning och vitlimning.